# Wernersche Verlagsgesellschaft
Die Wernersche Verlagsgesellschaft (vollständige Bezeichnung: Werner’sche Verlagsgesellschaft mbH) ist ein Fachverlag in Worms mit Hauptschwerpunkt in der Kunstgeschichte.

## Geschichte
Der Verlag wurde 1978 von Ferdinand Werner (* 1950) und Claus Reisinger (1950–2017) in Stuttgart gegründet. Seit 1982 hat er seinen Sitz in Worms. Seitdem sind in dem Verlag mehr als 500 Bücher erschienen, vornehmlich aus dem Bereich der Kunstgeschichte und benachbarten Themen wie der Denkmalpflege und der Archäologie.
Zum 40-jährigen Bestehen des Verlages fand eine Ausstellung in der Stadtbibliothek Worms statt, die einen Teil der Verlagsproduktion und Materialien zur Buchproduktion vor dem digitalen Zeitalter aus Beständen des Verlagsarchivs zeigte.

## Produkte

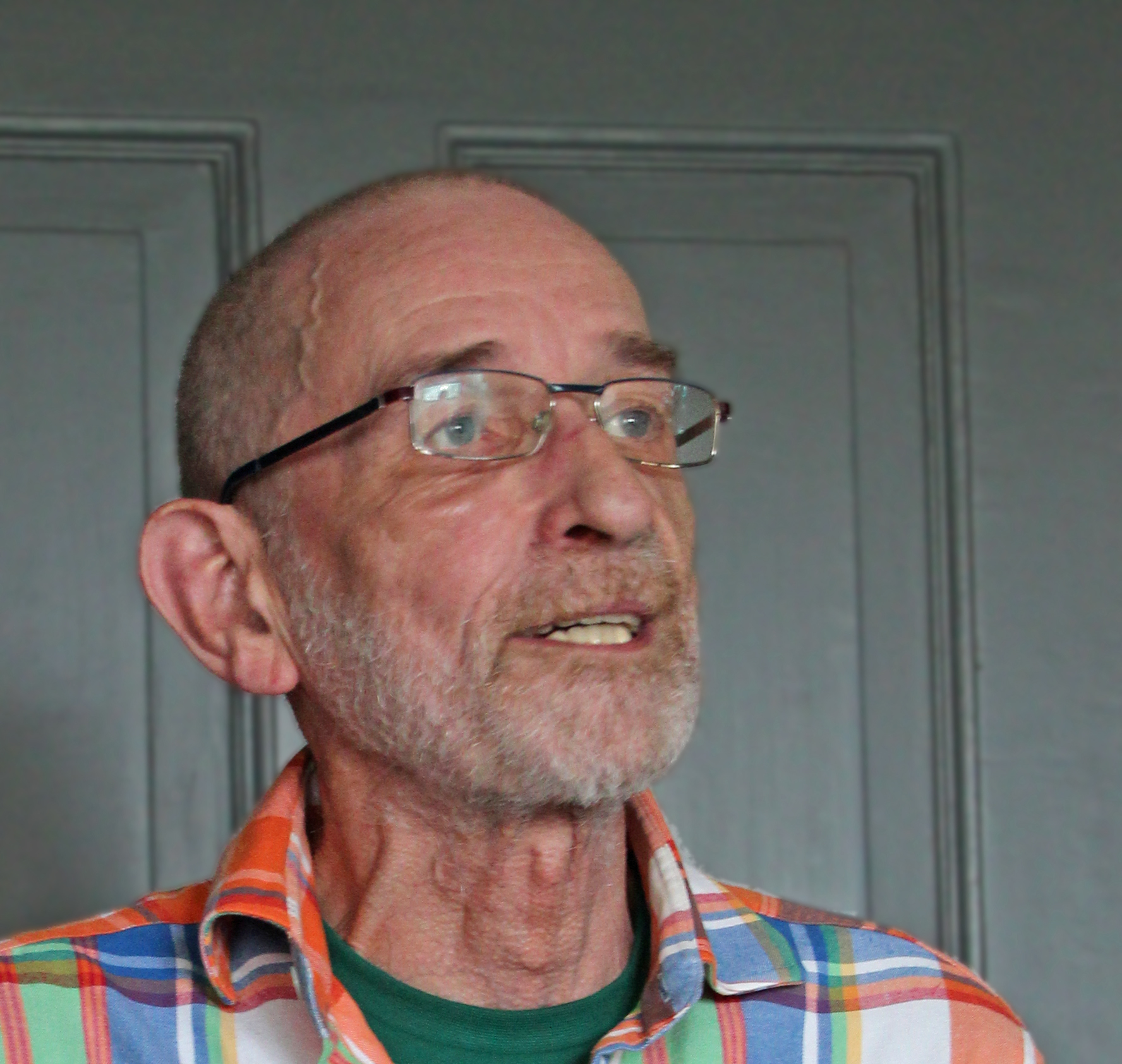
Ferdinand Werner (2017)

Der Verlag gibt Sachbücher, Bildbände und Ausstellungskataloge heraus. Themenschwerpunkte sind Architektur, Architekturgeschichte, Denkmalpflege, Archäologie und Gartenbaukunst.
Weiter gibt der Verlag mehrere Fachzeitschriften heraus:
- Zeitschrift für Kunsttechnologie und Konservierung, seit 1987
- Die Gartenkunst, seit 1989
- INSITU. Zeitschrift für Architekturgeschichte, seit 2009
- Der Wormsgau, seit 2014